# Elisabetta di Romania
Elisabetta di Romania, (nome completo Elisabetha Charlotte Josephine Gonziero Alexandra Victoria von Hohenzollern-Sigmaringen) (Sinaia, 12 ottobre 1894 – Cannes, 14 novembre 1956), nata principessa di Romania, divenne regina degli Elleni come consorte del re Giorgio II.

## Biografia

### Giovinezza

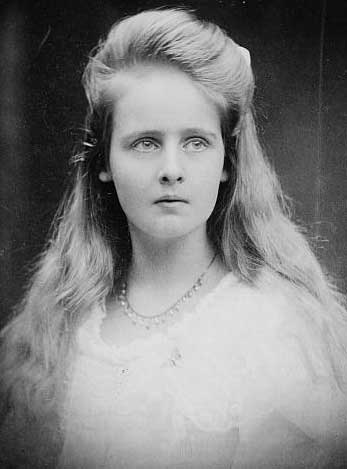
Elisabetta nel 1906.

Elisabetta di Romania nacque il 12 ottobre 1894, nel Castello di Peleș, secondogenita di Ferdinando di Romania e della moglie, Maria di Edimburgo nonché pronipote della regina Vittoria e di Alessandro II di Russia; nel 1888 il padre era stato designato erede al trono rumeno dallo zio, Carlo I di Romania che insieme alla consorte, Elisabetta di Wied, non aveva avuto figli. Elisabetta aveva tre fratelli, Carlo, Nicola e Mircea, morto a soli tre anni, e due sorelle, Maria e Ileana. Nel 1914 re Carlo I morì e così il padre di Elisabetta, Ferdinando I, gli successe come Re di Romania.
Venne cresciuta soprattutto dalla prozia Elisabetta, regina di Romania; la Principessa imparò a suonare il violino ed il pianoforte, sviluppando un talento per il disegno e la pittura, fu seguita a palazzo da diversi tutori rumeni, imparando diverse lingue. Durante la Prima guerra mondiale, a cui la Romania aderì nel 1916 a fianco dell'Intesa, Elisabetta servì come infermiera assieme alle sorelle ed alla madre. Finita la guerra, andò a Parigi dove continuò a studiare musica ed arte . 

### Matrimonio

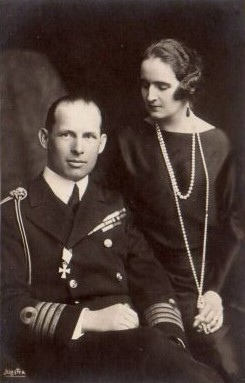
Giorgio II ed Elisabetta.

Nel 1911 la famiglia reale rumena ospitò i reali greci, in questa occasione Elisabetta incontrò per la prima volta il suo futuro sposo, ovvero Giorgio di Grecia, primogenito di Costantino di Grecia e della moglie, Sofia di Prussia; i due principi erano secondi cugini, dal momento che le madri erano entrambe nipoti della regina Vittoria. Durante la visita, il principe greco si propose alla principessa rumena, ma questa rifiutò. Giorgio si dichiarò nuovamente nel 1914, una volta terminate le Guerre balcaniche, ma Elisabetta declinò ancora. Nel 1920, mentre tornava in patria assieme alla madre ed alle sorelle, Elisabetta si fermò in Svizzera, dove vivano in esilio, dal 1917, re Costantino I, la regina Sofia ed il principe Giorgio di Grecia. Giorgio ed Elisabetta si fidanzarono nell'ottobre 1920 .
Le nozze furono celebrate il 27 febbraio 1921 a Bucarest, un mese dopo il fratello di Elisabetta, Carlo, sposò la principessa Elena di Grecia, nonché sorella minore di Giorgio di Grecia; una volta sposatosi, Elisabetta divenne Duchessa di Sparta, titolo che designava la consorte dell'erede al trono greco. Una settimana dopo la cerimonia rumena, la coppia si sposò una seconda volta ad Atene. Giorgio ed Elisabetta non ebbero figli ed il loro matrimonio non risultò un'unione felice .

### Regina degli Elleni
Elisabetta trovò la vita in Grecia molto difficile: non aveva buoni rapporti coi membri della famiglia reale, viveva con i suoceri, Costantino e Sofia, e volle rimodernare i propri appartamenti ma si rese conto che i fondi a disposizione non erano sufficienti, difatti la situazione economica della Casa reale era peggiore di quella a cui la principessa rumena era abituata. Nel 1922, a seguito di una pesante sconfitta inflitta alla Grecia da parte delle truppe turche, la già negativa reputazione della monarchia peggiorò nuovamente e così Costantino I fu costretto ad abdicare ed a partire per l'esilio, di conseguenze il primogenito gli successe quale Giorgio II, re degli Elleni ed Elisabetta divenne la Regina.
La nuova Regina seppe di essere ascesa al trono mentre era in Romania, dove si era recata per partecipare all'incoronazione dei genitori, Ferdinando e Maria. Una volta ritornata in Grecia, la nuova Regina preferì vivere nella residenza estiva, Palazzo Tatoi, al posto che a Palazzo Reale, ad Atene, conducendo così una vita piuttosto riservata, dedicata alla musica, al giardinaggio ed alla pittura.          La situazione nazionale era ancora in crisi e il sentimento repubblicano era sempre più forte e così il Primo ministro consiglio al Re di lasciare la nazione e così Giorgio II ed Elisabetta partirono per la Romania, con il pretesto di una visita di stato. 
Il 25 marzo 1924 la monarchia fu deposta e fu proclamata al Seconda repubblica ellenica .

### Esilio

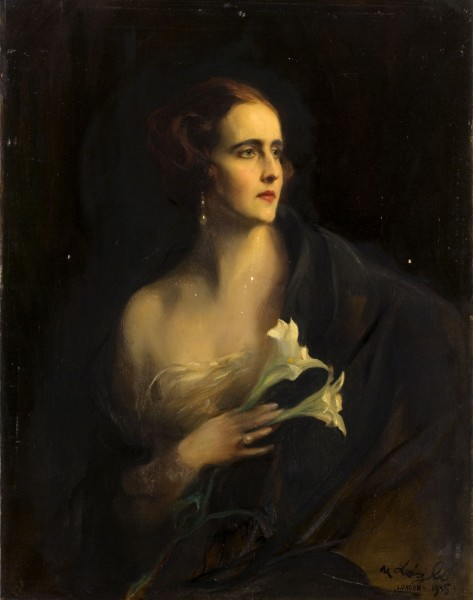
Elisabetta nel 1925.

Con l'esilio, Elisabetta e Giorgio si allontanarono sempre di più, in più la regina era molto contenta di essere ritornata nella sua terra natale, a differenze dell'ex re greco che soffriva la corte rumena, trascorrendo molto tempo all'estero fino a che si trasferì definitivamente a Londra negli anni 1930s. Entrambi gli sposi intrapresero una relazione extraconiugale e il 6 luglio 1935, Elisabetta e Giorgio divorziarono. Si dice che l'ex marito seppe della notizia solo tramite i giornali. Pochi mesi dopo la monarchia greca fu restaurata e Giorgio riacquisì il trono.
Elisabetta rimase in Romania, dove le fu costruito appositamente per lei il Palazzo di Elisabetta, che però l'ex sovrana greca dovette abbandonare nel 1944, lasciandolo al nipote, re Michele I, dopo che il Palazzo Reale, a Bucarest, venne bombardato. Nel dicembre del 1947 il re di Romania dovette abdicare, costretto dal governo socialista filo-sovietico, lasciando il paese assieme alla regina madre Elena, la principessa Ileana e la stessa Elisabetta, la quale soggiornò prima in Germania, poi in Svizzera ed infine in Francia .

### Morte
Morì il 14 novembre 1956 nella Villa Rose Alba a Cannes.

## Titoli e trattamento
- 12 ottobre 1894 - 27 febbraio 1921: Sua Altezza reale, la Principessa Elisabetta di Romania
- 27 febbraio 1921 - 27 settembre 1922: Sua Altezza reale, la Duchessa di Sparta
- 27 settembre 1922 - 6 luglio 1935: Sua Maestà, la Regina degli Elleni
- 6 luglio 1935 - 14 novembre 1956: Sua Altezza reale, la Principessa Elisabetta di Romania

## Ascendenza
|                                      |                                   |                                     | Genitori                              |  |  | Nonni |  |  | Bisnonni                                  |  |  | Trisnonni                         |  |
|                                      |                                   |                                     |                                       |  |  |       |  |  | Carlo Antonio di Hohenzollern-Sigmaringen |  |  | Carlo di Hohenzollern-Sigmaringen |  |
|                                      |                                   |                                     |                                       |  |  |       |  |  | Carlo Antonio di Hohenzollern-Sigmaringen |  |  | Carlo di Hohenzollern-Sigmaringen |  |
|                                      |                                   | Maria Antonietta Murat              |                                       |  |  |       |  |  | Carlo Antonio di Hohenzollern-Sigmaringen |  |  |                                   |  |
| Leopoldo di Hohenzollern-Sigmaringen |                                   |                                     |                                       |  |  |       |  |  | Carlo Antonio di Hohenzollern-Sigmaringen |  |  |                                   |  |
|                                      |                                   | Giuseppina di Baden                 | Carlo II di Baden                     |  |  |       |  |  |                                           |  |  |                                   |  |
|                                      |                                   | Giuseppina di Baden                 | Carlo II di Baden                     |  |  |       |  |  |                                           |  |  |                                   |  |
|                                      |                                   | Giuseppina di Baden                 | Stefania di Beauharnais               |  |  |       |  |  |                                           |  |  |                                   |  |
| Ferdinando I di Romania              |                                   | Giuseppina di Baden                 |                                       |  |  |       |  |  |                                           |  |  |                                   |  |
|                                      |                                   | Ferdinando II di Portogallo         | Ferdinando di Sassonia-Coburgo-Kohary |  |  |       |  |  |                                           |  |  |                                   |  |
|                                      |                                   | Ferdinando II di Portogallo         | Ferdinando di Sassonia-Coburgo-Kohary |  |  |       |  |  |                                           |  |  |                                   |  |
|                                      |                                   | Ferdinando II di Portogallo         | Maria Antonia di Koháry               |  |  |       |  |  |                                           |  |  |                                   |  |
| Antonia di Portogallo                |                                   | Ferdinando II di Portogallo         |                                       |  |  |       |  |  |                                           |  |  |                                   |  |
|                                      |                                   | Maria II di Portogallo              | Pietro I del Brasile                  |  |  |       |  |  |                                           |  |  |                                   |  |
|                                      |                                   | Maria II di Portogallo              | Pietro I del Brasile                  |  |  |       |  |  |                                           |  |  |                                   |  |
|                                      |                                   | Maria II di Portogallo              | Maria Leopoldina d'Austria            |  |  |       |  |  |                                           |  |  |                                   |  |
| Elisabetta di Romania                |                                   | Maria II di Portogallo              |                                       |  |  |       |  |  |                                           |  |  |                                   |  |
|                                      | Alberto di Sassonia-Coburgo-Gotha | Ernesto I di Sassonia-Coburgo-Gotha |                                       |  |  |       |  |  |                                           |  |  |                                   |  |
|                                      | Alberto di Sassonia-Coburgo-Gotha | Ernesto I di Sassonia-Coburgo-Gotha |                                       |  |  |       |  |  |                                           |  |  |                                   |  |
|                                      | Alberto di Sassonia-Coburgo-Gotha | Luisa di Sassonia-Gotha-Altenburg   |                                       |  |  |       |  |  |                                           |  |  |                                   |  |
| Alfredo di Sassonia-Coburgo-Gotha    | Alberto di Sassonia-Coburgo-Gotha |                                     |                                       |  |  |       |  |  |                                           |  |  |                                   |  |
|                                      |                                   | Vittoria del Regno Unito            | Edoardo Augusto di Hannover           |  |  |       |  |  |                                           |  |  |                                   |  |
|                                      |                                   | Vittoria del Regno Unito            | Edoardo Augusto di Hannover           |  |  |       |  |  |                                           |  |  |                                   |  |
|                                      |                                   | Vittoria del Regno Unito            | Vittoria di Sassonia-Coburgo-Saalfeld |  |  |       |  |  |                                           |  |  |                                   |  |
| Maria di Edimburgo                   |                                   | Vittoria del Regno Unito            |                                       |  |  |       |  |  |                                           |  |  |                                   |  |
|                                      |                                   | Alessandro II di Russia             | Nicola I di Russia                    |  |  |       |  |  |                                           |  |  |                                   |  |
|                                      |                                   | Alessandro II di Russia             | Nicola I di Russia                    |  |  |       |  |  |                                           |  |  |                                   |  |
|                                      |                                   | Alessandro II di Russia             | Carlotta di Prussia                   |  |  |       |  |  |                                           |  |  |                                   |  |
| Maria Aleksandrovna di Russia        |                                   | Alessandro II di Russia             |                                       |  |  |       |  |  |                                           |  |  |                                   |  |
|                                      |                                   | Maria d'Assia e del Reno            | Luigi II d'Assia e del Reno           |  |  |       |  |  |                                           |  |  |                                   |  |
|                                      |                                   | Maria d'Assia e del Reno            | Luigi II d'Assia e del Reno           |  |  |       |  |  |                                           |  |  |                                   |  |
|                                      |                                   | Maria d'Assia e del Reno            | Guglielmina di Baden                  |  |  |       |  |  |                                           |  |  |                                   |  |
|                                      |                                   | Maria d'Assia e del Reno            |                                       |  |  |       |  |  |                                           |  |  |                                   |  |